# Xã Pliny, Quận Aitkin, Minnesota
Xã Pliny (tiếng Anh: Pliny Township) là một xã thuộc quận Aitkin, tiểu bang Minnesota, Hoa Kỳ. Năm 2010, dân số của xã này là 109 người.